# Zainatuddin Kamalat Syah
Paduka Seri Baginda Sultan Zainatuddin Kamalat Syah (mất 1700) là hồi vương (sultan) thứ 17 của Aceh. Bà cai trị từ 1688 đến 1699, là sultana (nữ hoàng) thứ tư cũng như cuối cùng trong lịch sử Aceh.

## Tiểu sử
Khi Inayat Zakiatuddin Syah mất năm 1688, Sultana Zainatuddin Kamalat Syah  kế vị ngai vàng. Không có bất kỳ bằng chứng đương thời về mối quan hệ của bà với các vị nữ hoàng (sultana) trước đó. Theo một bản thảo được bảo tồn tại Trường Đại học Quốc gia Malaysia, bà là con gái của Syekh Muhammad Fadlil Syah Teungku di Kedirian, con trai của Abdullah Fadlil, con trai của Muhyuddin Fadlil, con trai của Sultan Sri Alam. Không phải tất cả các orang kayas (các quý tộc của vương quốc) đều ủng hộ việc bà lên ngôi. Một số muốn một sultan (vị vua) cai trị hơn thay vì một sultana (nữ hoàng). Bốn orang kayas đã nổi dậy chống đối với lực lượng đáng kể, tuy nhiên, phiến quân chống đối đã nhanh chóng rút đi và nữ hoàng được công nhận.

## Trị vì
Sau gần sáu thập kỷ phụ nữ cai trị Aceh, người dân nơi đây lại mong muốn một vị vua, và đó trở thành áp lực đặt lên ngai vàng. Một du khách người Hà Lan, Jacob de Roy, báo cáo trong năm 1696 rằng nữ hoàng chính thức nắm giữ quyền lực lớn và triệu tập hội nghị quý tộc, tuy nhiên, bà cũng đã phải chờ đợi sự tán thành của phần lớn các cố vấn. Ông cũng viết rằng đôi khi có một vài nhóm người thường tụ tập ở thủ đô Kutaraja và thực hiện các cuộc biểu dương đòi một vị vua. Tháng 10, 1699 bà bị truất ngôi và thay thế bằng Badr ul-Alam Syarif Hasyim Jamaluddin. Có nhiều nguồn cho rằng sau khi bị truất bà đã kết hôn với Badr ul-Alam Syarif Hasyim Jamaluddin. Zainatuddin qua đời một năm sau đó, 1700.